# Boris Koutzen
Boris Koutzen (Oeman, 1 april 1901 – Mount Kisco, 10 december 1966) was een Oekraïens-Amerikaanse componist, muziekpedagoog, dirigent en violist. Hij was een zoon van het echtpaar Lev Koutzen, violist en muziekpedagoog, en Minna, geboren Mijeritzky.

## Levensloop
Koutzen kreeg al op zesjarige leeftijd vioolles van zijn vader. In 1918 verhuisde hij met zijn familie naar Moskou. Aldaar studeerde hij bij Leo Zetlin (viool) en bij Reinhold Glière (compositie) aan het Conservatorium van Moskou (Russisch: Московская Государственная Консерватория им. П.И.Чайковского). Op 17-jarige leeftijd werd hij violist in het orkest van de Statelijke opera in Moskou en later veranderde hij zich tot het symfonieorkest van Moskou, dat toen onder leiding stond van Serge Koussevitzky. In 1922 verhuisde hij naar Berlijn en studeerde viool bij Karl Klingler, een leerling van Joseph Joachim, aan de Hoge school voor muziek aldaar. Samen met de bekende cellist Gregor Piatigorsky verzorgden zij toen kamermuzikale optredens in het "Café Ruscho" in de Ansbacherstraße, in de buurt van het Berlijnse Operagebouw.
In de lente van 1923 vertrok hij naar de Verenigde Staten en werd violist in het Philadelphia Orchestra, dat toen gedirigeerd werd door Leopold Stokowski. Van 1937 tot 1945 was hij violist in het NBC Symphony Orchestra, dat gedirigeerd werd door Arturo Toscanini. In 1940 promoveerde hij aan het Philadelphia conservatorium tot Doctor of Musical Arts. Hij was ook lid van een strijkkwartet samen met Bernard Robbins, Carlton Cooley en Harvey Shapiro.
Op 3 juni 1924 huwde hij met de pianiste Inez Doley Merck; samen hadden zij de zoon George (1926-2009) en de dochter Nadia (geboren 1930). In 1929 werd Koutzen genaturaliseerd. 
In 1944 werd hij docent voor viool aan het Vassar College in Poughkeepsie. Aldaar was hij tot 1966 ook dirigent van het orkest van deze instelling. Hij was eveneens docent voor viool aan het Philadelphia conservatorium, nu: University of the Arts, in Philadelphia. Aldaar was hij hoofd van de vioolafdeling van 1925 tot 1962. Hij was verder medeoprichter en de eerste dirigent van The Chappaqua Orchestra (TCO Orcchestra).
Als componist schreef hij werken voor verschillende genres, werken voor orkest, harmonieorkest, twee opera's, vocale muziek en kamermuziek. 

## Composities

### Werken voor orkest
- 1927 Poème-nocturne "Solitude"
- 1931 Valley Forge, symfonisch gedicht - werd bekroond met de publicatieprijs van de Juilliard Foundation in 1944
- 1939 Symfonie in C majeur
  1. Allegro moderato
  2. Adagio
  3. (No tempo indicated)
  4. Allegro risoluto
- 1947 Sinfonietta, voor piano en orkest
- 1953 From the American Folklore, concertouverture
- 1956 Divertimento

1. Pop Concert
a) Overture
b) Waltz
c) Sentimental Song
d) March
2. At the Ballet
a) Introduction and Pas de Deux
b) Ballerina's Dance
c) Corps de Ballet Dance
d) Epilogue
3. Holiday Mood
- 1961 Elegiac Rhapsody
- 1961 Fanfare, Prayer, and March

#### Concerten voor instrumenten en orkest
- 1929 Mouvement symphonique, voor viool en orkest
- 1934 Concert, voor vijf soloinstrumenten (dwarsfluit, klarinet, hoorn, fagot en cello) en strijkorkest
- 1946 Concert Piece, voor cello en strijkorkest (of strijkkwartet, of piano)
- 1949 Concert, voor altviool en orkest
- 1950 Morning music, voor dwarsfluit en strijkorkest
- 1952 Concert, voor viool en orkest - opgedragen aan zijn dochter Nadia, die ook op viool de première verzorgde begeleid door het Philadelphia Orchestra
  1. Lento e molto tranquillo - Allegro
  2. Lento
  3. Allegro vivo
- 1957 Concertino, voor piano en strijkorkest
- 1965 Concertante, voor 2 dwarsfluiten en orkest

### Werken voor harmonieorkest
- 1959 Rhapsody

### Muziektheater

#### Opera's
| Voltooid in | titel          | aktes  | première                                                                   | libretto                               |
| ----------- | -------------- | ------ | -------------------------------------------------------------------------- | -------------------------------------- |
| 1938-1954   | The Fatal Oath | 1 akte | 26 mei 1955, New York, Manhattan School of Music, Hunter College Playhouse | van de componist naar Honoré de Balzac |
| 1960        | You Never Know | 1 akte | 1962                                                                       | van de componist                       |

### Vocale muziek

#### Werken voor koor
- 1958 An Invocation, voor vrouwenkoor (SSA) en orkest (of piano) - tekst: John Addington Symonds
- 1962 Word of Cheer From Zion, voor gemengd koor

### Kamermuziek
- 1928 Légende, voor viool en piano
- 1928 Sonate nr. 1, voor viool en piano
- 1930 Nocturne, voor viool en piano
- 1933 Trio, voor dwarsfluit, cello en harp
- 1943 Duo Concertante, voor viool en piano
- 1945 Music, voor saxofoon, fagot en cello - won een 1e prijs tijdens de "American Composers Alliance-Broadcast Music Incorporation (ACA-BMI) Competition"
- 1945 Strijkkwartet nr. 2 - bekroond met een prijs van de "Society for the Publication of American Music"
- 1948 Holiday Mood, voor viool en piano
- 1948 Trio, voor viool, cello en piano
- 1951 Sonate nr. 2, voor viool en piano
- 1952 Sonate, voor viool en cello
- 1953 Landscape and Dance, voor blaaskwintet
- 1963 Poem, voor viool en strijkkwartet
- 1964 Pastorale and Dance, voor viool (of klarinet) en piano
- 1966 Melody with Variations, voor viool (of klarinet) en piano

### Werken voor orgel
- 1965 Sonnet

### Werken voor piano
- 1919 Enigma
- 1931 Sonatine
- 1944 Sonatina, voor 2 piano's
- 1953 Eidólons
- 1958 Clown's Reverie and Dance

### Pedagogische werken
- 1951 Foundation of violin playing